# King Kunta
«King Kunta» (с англ. — «Король Кунта») — сингл американского хип-хоп исполнителя Кендрик Ламар, из его третьего студийного альбома To Pimp a Butterfly. Был выпущен как третий сингл альбома 24 марта 2015 года. Ламар написал песню в соавторстве с Thundercat и Redfoo, а Террас Мартин, Майкл Куле и Sounwave выступили продюсерами. В песне есть вставки и отсылки к текстам, написанными Майклом Джексоном, Джеймсом Брауном, Фредом Уэсли, Джоном Старксом , Ахмадом Льюисом и Джонни Бернсом, которые считаются авторами песен.

## Написание и композиция
«King Kunta» является ссылкой на мятежного раба Кинта Кунта, главного героя романа Алекса Хейли «Корни: Сага об американской семье». Содержит ссылки на роман Чинуа Ачебе «Things Fall Apart» и роман Ральфа Эллисона «Человек невидимка». Также содержит вставку из песни «Get Nekkid», написанной Джонни Бернсом и спродюсированой DJ Quik. В сингле частично воспроизведены тексты песен «Smooth Criminal», написанные и исполненные Майклом Джексоном, а также элементы песни Джеймса Брауна «The Payback». Бэк-вокалисткой выступила Уитни Алфорд.

## Критика
Сингл занял седьмое место в списке «50 лучших песен 2015 года» по версии журнала Rolling Stone, а редакторы прокомментировали: «Самый жестокий и самый забавный трек на To Pimp a Butterfly направлен на всех, от ненавистников Ламара до "сильных мира сего". Мы уже знали, что Кендрик великий автор текстов, оказалось, что он также крутой парень». Уинстон Кук-Уилсон из Pitchfork сказал, что «сингл полон противоречий, как и все, что Ламар делает», а также назвал сингл лучшим новым треком. Кроме того, Pitchfork поставил песню на четвертое место в списке «100 лучших треков 2015 года».

## Музыкальное видео
Музыкальный видеоклип был снят в Комптоне, штат Калифорния. Ламар заявил в интервью нью-йоркской радиостанции Hot 97, что большинство людей на видео - его друзья, которые все еще проживают в Комптоне. Режиссером видео выступил Director X, который рассказал в интервью журналу Complex, что визуальное оформленике изначально было вдохновлено клипом на песню «Still D.R.E.», классикой видеоканона хип-хопа Западного побережья. Также заимствованы идеи из видеоклипа «California Love». В «King Kunta» Ламар читает рэп перед толпой фанатов блошином рынке (Swap Meet), который сейчас выкупил Walmart. Премьера видео на Vevo и YouTube состоялась 1 апреля 2015 года.